# 9. Stadion

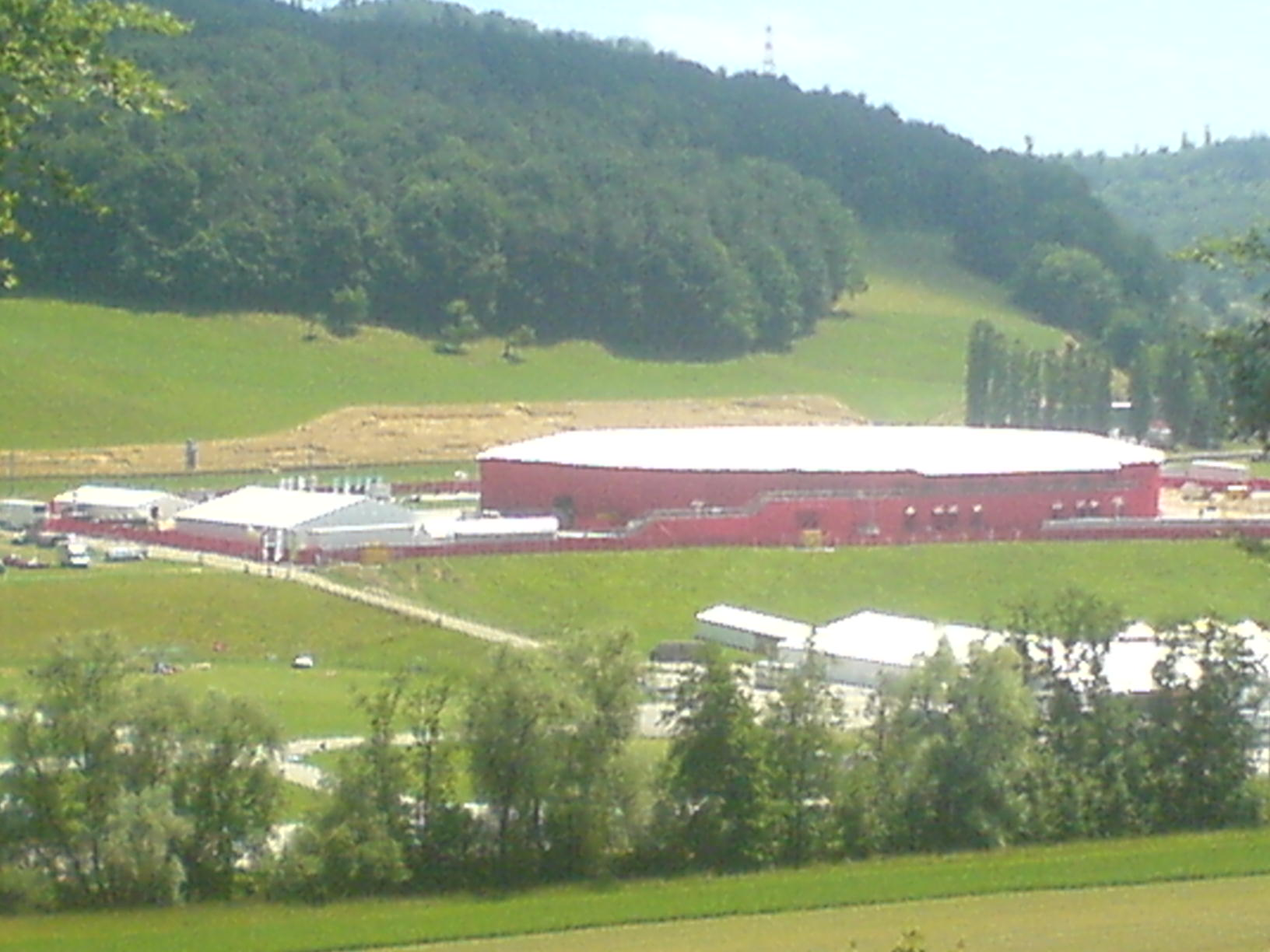
Das 9. Stadion, Aufnahme vom Seltisberg

Das 9. Stadion war ein Public-Viewing-Bereich (Stadion genannt) und Zeltplatz (Fancamp genannt) zwischen Bad Bubendorf und Liestal (Schweiz) anlässlich der Fussball-Europameisterschaft 2008. Es verfügte insgesamt über 8'500 Plätze. Betreiberin war die Messe Schweiz. Das Projekt konnte die Erwartungen nicht erfüllen und endete mit einem Verlust in Millionenhöhe.

## Anlage
Auf dem Gelände zwischen Bad Bubendorf und der Stadt Liestal wurden von März bis Mai 2008 für die Fussballeuropameisterschaft 2008 (EM) verschiedene provisorische Anlagen mit einem Fancamp mit 350 Parzellen und ca. 2'000 Übernachtungsplätzen sowie ein provisorisches Stadion, mit 6'500 Sitzplätzen und 2'000 Stehplätzen errichtet. Anfänglich war eine Gesamtkapazität von 10'000 Plätzen vorgesehen.
Beim 9. Stadion, das Teil der Host City Basel war, hätte es sich um die grösste Public-Viewing-Anlage ausserhalb der Spielorte und das grösste jemals in der Schweiz temporär errichtete Stadion handeln sollen, was wegen der deutlichen Verkleinerung allerdings nicht zutraf. Vorbild der Anlage war die Adidas World of Football der Fussballweltmeisterschaft 2006, wo ebenfalls ein «9. Stadion» aufgebaut worden war. Es handelte sich um einen Nachbau des Olympiastadions in Berlin im Massstab 1:5 (Adidas: 1:10). Die Kosten wurden auf etwa sieben Millionen Franken geschätzt und wurden hauptsächlich von der Host City Basel und Sponsoren getragen. Die Stadt Liestal beteiligte sich mit 150'000 Franken. Zudem übernahm der Kanton Baselland eine Defizitgarantie von 1,2 Millionen Franken. Der erste Spatenstich erfolgte am 5. März 2008. Am 30. Mai 2008 wurde das Gelände eröffnet. Ausserhalb der Spielzeiten waren verschiedene kulturelle und sportliche Anlässe geplant, so u. a. Auftritte der Scorpions und von DJ Bobo, die allerdings beide wegen mangelnder Nachfrage abgesagt wurden.
Bereits sechs Jahre vorher, im Sommer 2002, wurde das Gelände, das üblicherweise Ackerland ist, als Zentrum des Eidgenössischen Turnfests benutzt, das über 70'000 Besucher anzog.

## Fancamp
Teil des 9. Stadions war ein Fancamp mit 350 Parzellen für rund 2'000 Personen. Angeboten wurden Übernachtungen im Mietzelt oder im Grosszelt (Massenlager) sowie Stellplätze für Zelte, Wohnwagen und Motorhomes. 

## Verkehr
Das 9. Stadion wurde wegen der günstigen Verkehrslage bei Bad Bubendorf errichtet. Unmittelbar neben dem Gelände führt die Hauptstrasse H2 über den Hauensteinpass vorbei, ca. 100 Meter vom Eingang entfernt befindet sich auch die Bahnstation Bad Bubendorf der Waldenburgerbahn. Während der EM-Austragung wurde von der Autobus AG Liestal eine Busverbindung im 15-Minuten-Takt eingerichtet, zudem war das Areal durch die Waldenburgerbahn mit Liestal und Basel verbunden.

## Name
Der Name «9. Stadion» spielte darauf an, dass das Gelände eine adäquate Ergänzung zu den acht Fussballstadien sein sollte, in denen die Spiele der Euro ausgetragen wurden. Einen ähnlichen Gedanken hatten die Erfinder der UBS Arena, deren 16 Anlagen gleichen Zwecken dienten und die auch als «5. Schweizer Stadion» bezeichnet wurden.

## Probleme

### Verkleinerung im Vorfeld der EM
Das Projekt erwies sich bereits im Vorfeld der Fussball-Europameisterschaft 2008 als viel zu gross und musste wegen mangelndem Interesse deutlich verkleinert werden. Obwohl der Verkauf seit Dezember 2007 lief, war bis Mitte Mai 2008 erst rund ein Viertel der Tickets verkauft, auch nachdem das Stadion von 10'000 Plätzen auf 6'500 verkleinert worden war. Für das Namensrecht fand sich kein Käufer.

### Mangelndes Publikumsinteresse während der EM
Während der Fussball-Europameisterschaft 2008 stiess das so genannte 9. Stadion auf äusserst geringes Interesse und hatte von Anfang an mit massivem Zuschauermangel zu kämpfen. Wegen der wegbleibenden Fans sahen sich die Organisatoren gezwungen, die Preise für Sitzplätze von anfänglich 50 Franken auf 20 Franken zu senken. Die Stehplätze blieben im Gegensatz zu anderen Public-Viewing-Angeboten mit einem Eintrittspreis von 5 Franken weiterhin kostenpflichtig. Für das Spiel Italien – Rumänien vom 13. Juni 2008 wurden nur rund 500 der 6'500 Tickets abgesetzt. Selbst beim für die Schweiz alles entscheidenden Vorrundenspiel gegen die Türkei zwei Tage vorher wurden lediglich 3'000 Tickets verkauft, was einer Auslastung von weniger als 50 Prozent entsprach.
Mit Ausnahme der ersten beiden Gruppenspiele der Schweiz überschritt das so genannte 9. Stadion nie die 1'000-Zuschauer-Marke. Seinen absoluten Tiefpunkt erreichte es anlässlich des Spiels Österreich – Polen am 12. Juni 2008, als in der Anlage lediglich 50 Personen das Spiel verfolgten.

### Mangelndes Publikumsinteresse für das Rahmenprogramm
Auch das angekündigte Rahmenprogramm stiess auf äusserst geringes Interesse. Das für den 5. Juni 2008 geplante Konzert, bei dem die Scorpions hätten auftreten sollen, musste wegen mangelndem Publikumsinteresse abgesagt werden. Ebenfalls wegen mangelnder Nachfrage wurde das für den 27. Juni 2008 geplante Konzert von DJ Bobo abgesagt. Die übrigen angekündigten Konzerte, bei denen insgesamt rund 30 Bands aus der Region auftraten, fanden vor fast leeren Rängen statt.

### Niedrige Auslastung des Fancamps
Zusammen mit der deutlich unter den Erwartungen der Organisatoren gelegenen Besucherzahl des 9. Stadions war auch die Auslastung des dazugehörenden Fancamps sehr niedrig. Im Anschluss an die EM waren noch keine Zahlen bekannt, doch war das Fancamp mit Ausnahme des zweitletzten EM-Wochenendes anlässlich des Viertelfinal-Spiels Niederlande – Russland insgesamt nur sehr schwach besucht, teilweise fast leer. Der Betreiber des zweiten, ebenfalls zur Host City Basel gehörenden Fancamps in Pratteln musste direkt im Anschluss an die EM sogar Konkurs anmelden.

### Finanzielle Folgen
Im Januar 2009 wurde bekannt, dass das mangelnde Interesse zu einem Millionenverlust geführt hatte. Einem Aufwand von knapp acht Millionen Franken standen Einnahmen von knapp 3,5 Millionen Franken gegenüber. Den Verlust von 4,335 Millionen Franken tragen der Kanton Basel-Landschaft, die Betreiberin Messe Schweiz sowie ein Mäzen.